# Remo sans arme et dangereux
Pour plus de détails, voir Fiche technique et Distribution.
Remo sans arme et dangereux (Remo Williams: The Adventure Begins) est un film américain réalisé par Guy Hamilton et sorti en 1985. Il s'agit d'une adaptation de la série de romans L'Implacable de Richard Sapir et Warren Murphy.

## Synopsis
Samuel Makin, un policier coriace, est officiellement tué dans l'exercice de ses fonctions. En réalité, sa mort a été maquillée par une organisation secrète pour le recruter. Cette organisation a pour but de protéger la Constitution américaine sans toutefois la respecter. Désormais appelé Remo et avec un visage légèrement refait, il devient le bras armé de cette organisation, après avoir été formé par un vieil oriental, Maître Chiun. Ce dernier appartient à une ancienne lignée d'assassins coréens et entreprend de lui enseigner le Sinanju (« pression sur les centres nerveux »), ancêtre de tous les arts martiaux. Au fur et à mesure de son apprentissage, Remo acquiert des capacités extraordinaires.

## Fiche technique
- Titre : Remo sans arme et dangereux
- Titre original : Remo Williams: The Adventure Begins
- Réalisation : Guy Hamilton
- Scénario : Christopher Wood, d'après les romans de la série L'Implacable (The Destroyer) de Richard Sapir et Warren Murphy
- Musique : Craig Safan et Tommy Shaw
- Photographie : Andrew Laszlo
- Costumes : Ellen Mirojnick
- Montage : Mark Melnick
- Production : Larry Spiegel
- Pays de production :  États-Unis
- Format : Couleurs (DeLuxe) - 1,85:1 - - 35 mm
- Genre : comédie policière, espionnage, thriller
- Durée : 121 minutes
- Dates de sortie : 
  - États-Unis : 11 octobre 1985
  - France : 19 mars 1986

## Distribution
- Fred Ward (VF : Yves Renier) : Samuel Makin / Remo Williams
- Joel Grey (VF : Yves Barsacq) : Chiun
- Wilford Brimley (VF : Raoul Delfosse) : Harold Smith
- J.A. Preston (VF : Serge Sauvion) : Conrad MacCleary
- George Coe (VF : Robert Party) : le général Scott Watson
- Charles Cioffi (VF : Jacques Thébault) : George Grove
- Kate Mulgrew (VF : Corinne Lepoulain) : le major Rayner Fleming
- Patrick Kilpatrick : Stone
- Michael Pataki (VF : Jean Lagache) : Jim Wilson
- Reginald VelJohnson : un ambulancier

## Distinctions
- Une nomination aux Oscars pour le maquillage (Carl Fullerton) en 1986.
- Deux nominations en 1986 lors de l'Académie des films de science-fiction, fantastique et horreur comme meilleur film fantastique et pour Joel Grey en tant que meilleur acteur dans un second rôle.
- Une nomination aux Golden Globes de 1986 pour Joel Grey en tant que meilleur acteur dans un second rôle.